# Anaxeton
Anaxeton es un género de plantas con flores perteneciente a la familia de las asteráceas. Comprende 21 especies descritas y de estas, solo 10 aceptadas.

## Taxonomía
El género fue descrito por Joseph Gaertner y publicado en De Fructibus et Seminibus Plantarum. . . . 2: 406. 1791.

## Especies
A continuación se brinda un listado de las especies del género Anaxeton aceptadas hasta julio de 2012, ordenadas alfabéticamente. Para cada una se indica el nombre binomial seguido del autor, abreviado según las convenciones y usos.
- Anaxeton angustifolium Lundgren
- Anaxeton arborescens (L.) Less.
- Anaxeton asperum (Thunb.) DC.
- Anaxeton brevipes Lundgren
- Anaxeton ellipticum Lundgren
- Anaxeton hirsutum (Thunb.) Less.
- Anaxeton laeve (Harv.) Lundgren
- Anaxeton lundgrenii B.Nord.
- Anaxeton nycthemerum Less.
- Anaxeton virgatum DC.